# Agence pour la diffusion de l'information technologique
L'Agence pour la diffusion de l'information technologique (ADIT) est l'une des principales entreprises françaises du secteur de l'intelligence économique. Elle réalise un chiffre d'affaires de plus de 150 millions d’euros en 2021.
Le groupe est aujourd’hui dirigé par Philippe Caduc, président-directeur général et actionnaire minoritaire, aux côtés des cadres et dirigeants du groupe et d'un consortium d'investisseurs regroupant Sagard, Parquest Capital, Amundi, Bpifrance. Le fonds Sagard est entré au capital de l'ADIT en 2022 en prenant une participation de 43 % aux côtés des actionnaires historiques du Groupe, valorisant le groupe à près de 325 millions d'euros.

## Historique
L'Agence pour la diffusion de l'information technologique (ADIT) a été créée par un décret du 25 mai 1992 sous la forme d'un établissement public industriel et commercial (EPIC). Il s'agissait d'accompagner la mise en œuvre d'une politique nationale d‘intelligence économique en diffusant en priorité aux entreprises françaises des dossiers d'informations sur les marchés mondiaux.
À partir de 1995, l'ADIT assure le secrétariat exécutif du Comité pour la compétitivité et la sécurité économique.
Le 19 décembre 2001, un décret autorise la privatisation de l'ADIT. L'EPIC est transformé en société anonyme en 2003 et elle entre dans le portefeuille de l'Agence des participations de l'État (APE) à 100 %.
En 2007, la société fait l'acquisition de Sofred Consultants dans l'objectif de renforcer ses activités au service des collectivités territoriales. Cette filiale est revendue en 2015 avant d’être placée en redressement judiciaire, puis liquidée en 2016.
En 2010, elle crée le Centre français des affaires de Bagdad en vue de faciliter et de sécuriser le retour des entreprises françaises en Irak. Il sera fermé en 2017, faute de résultat.
En décembre 2010, Butler Capital Partners entre au capital de l'ADIT à hauteur de 66 %, l'État français en conservant 34 %.
En 2013, l'ADIT rachète 55 % de Salveo pour accompagner le développement international de ses clients, une société détenue par l'ADIT à 80 % depuis 2017.
En 2014, elle est à l'initiative de la création de l'Alliance Européenne d'Intelligence Stratégique qui rassemble 10 cabinets européens d'intelligence économique. La même année, elle crée une filiale, Entreprise & Diplomatie, dédiée à la diplomatie d'affaires et dirigée par l'ancien ambassadeur Bruno Delaye.
En 2015, Weinberg Capital Partners, un fonds d'investissement créé par Serge Weinberg, président de Sanofi, rachète les parts majoritaires de Butler Capital Partners. Par ailleurs, Bpifrance acquiert 24 % du capital auprès de l’État, qui conserve une action de préférence via l'APE .
En 2015, Salveo récupère au tribunal de grande instance de Lyon le fonds de commerce d'Erai, notamment ses implantations au Maroc, en Chine et à Dubaï.
En 2016, l'ADIT crée le centre français des affaires de Téhéran, en Iran en partenariat avec le MEDEF.
En 2018, la société de sûreté Geos est rachetée par l'ADIT et les titres de l'ADIT détenus par l'APE sont transférés à Bpifrance.
En 2019, Weinberg Capital Partners revend sa participation au fonds Parquest Capital, l'ancienne structure d'investissement du Groupe néerlandais ING. Amundi PF prend alors une participation minoritaire.
En 2020, l'ADIT acquiert le cabinet spécialisé dans l'exportation Eurotradia et l'agence d'influence ESL Network et Salveo fait l'acquisition d'All Winds.
En 2021, l'ADIT rachète le cabinet de communication digitale et d'intelligence économique Stratinfo.
Début janvier 2022, Parquest Capital entre en négociation pour vendre une partie de ses parts à Sagard, un fonds basé en France, créé par la famille de l'homme d'affaires canadien Paul Desmarais, valorisant l'ADIT à hauteur de 325 millions d'euros.
En 2024, l'ADIT finalise l'intégration de DCI,.

## Actionnariat et gouvernance
L'ADIT est détenue par l'Agence des Participations de l'état (0,01 %) et par Groupe ADIT, structure faîtière du groupe qui regroupe les participations des actionnaires : Sagard (43 %), Parquest Capital (25 %), Bpifrance (11 %), et Amundi Private Equity Funds (15 %). Le management de l'ADIT est également actionnaire, Philippe Caduc, le Président-directeur général, détenant 1,39 %, comme Jérôme Gougeon, le directeur général, Jérôme Louvet et Emmanuel Pitron, tous les deux vice-présidents, qui en détiennent la même quotité. Enfin, un reliquat de 0,84 % a été attribué à certains salariés clés.
À partir de 1992, le président du conseil d'administration est Jean Cantacuzène. Il est remplacé par François de Charentenay entre 1996 et 2001, lui-même suivi par Gérard Huot jusqu'en 2014. En 1994, Philippe Caduc a succédé à Paul Degoul comme directeur général, ce dernier n'étant resté en poste que deux ans, entre 1992 et 1994.
Depuis 2014, Philippe Caduc est le président-directeur général de l'ADIT,,.

## Filiales

### Geos
Geos est une société spécialisée dans la sécurisation des opérations des grandes entreprises. Elle travaille essentiellement pour des sociétés françaises implantées à l'étranger. La société, créée en 1998, qui emploie près de 150 consultants et analystes, est implantée dans de nombreux pays à risque, parmi lesquels l'Algérie, la Libye, le Nigéria, le Venezuela, la Colombie, l'Arabie saoudite, ou encore au Mexique.
Son siège social est situé à Paris-La Défense. Elle est dirigée depuis septembre 2024 par Grégoire de Saint-Quentin.
En 2011, le fonds d'investissement luxembourgeois Halisol devient son actionnaire majoritaire avant de revendre ses parts à l'ADIT fin 2018.
L'entreprise développe depuis quelques années une offre de gestion des conflits sociaux. Elle est ainsi chargée par Ford de protéger les machines-outils de son usine de Blanquefort, en Gironde, jusqu'à leur récupération après la fermeture définitive du site,.
En novembre 2019, une filiale de Geos, GSR, gagne le marché public d'externalisation de la conduite de vingt voitures radars en Centre-Val de Loire, pour une période de 4 ans.
En 2018, cette filiale réalise 30 millions d'euros de chiffre d'affaires.
Début 2024, GEOS remporte le contrat qui lui permet d'assurer la sûreté de la plateforme du Port autonome d'Abidjan.

### Salveo
Fondée en 1991, l'entreprise Salveo accompagne les entreprises françaises à l'étranger, en leur permettant de bénéficier des bureaux de représentation offert par Salveo et mutualisés avec tous ses clients.

### Euro Advocacy
Euro Advocacy est une filiale de l'ADIT créée en 2020 pour permettre la fusion des équipes et des fonds de commerce de la filiale Entreprise & Diplomatie et Eurotradia.

#### Entreprise & Diplomatie
Entreprise & Diplomatie est créée en 2014. Elle est dirigée par Bruno Delay jusqu'à sa fusion avec Euro Advocacy. Elle comprend une petite dizaine de collaborateurs, avec l'objectif d'être un conseil interface entre les entreprises et les gouvernements.

#### Eurotradia International
Créée en 1921, et à l'origine l'une des premières sociétés commerciales aéronautiques françaises, Eurotradia, renommée Eurotradia International en 2000, est progressivement transformée en une structure internationale offrant un cadre juridique pour favoriser l'import et l'export de matériels industriels sensibles, essentiellement dans le secteur de la défense ou de l'énergie. En 2018, Eurotradia réalise une quarantaine de millions d'euros de chiffre d'affaires. Après 2020, Eurotradia International est une filiale d'Euro Advocacy.

### ESL Network
ESL Network est une société de conseil créée en 1989 par Patrice Allain-Dupré et Henri Martre, spécialisée en intelligence économique, en lobbying et en communication. Elle a racheté Agence Publics en 2014, une société française spécialisée dans l'organisation d'événement politique et institutionnel, qui réalisait alors plus de 4 millions de chiffre d'affaires. ESL Network est une société implantée à Paris, à Bruxelles, à Dubai et au Maroc. Elle est notamment impliquée, à partir de 2017, dans la stratégie d'influence controversée menée pour le Qatar en Europe.

### Stratinfo
Stratinfo est une société créée en 2006, spécialisée sur le management de la réputation en ligne, aujourd'hui plus largement diversifiée dans l'intelligence économique. Elle est basée à Versailles et a été créée par Ludovic François, avant d'être adossée en 2021 à l'ADIT, dont elle est aujourd'hui l'une des filiales.

### ADIT Digital Network
En mars 2019, l'ADIT crée une filiale chargée des missions cyber (ingénierie et conseil) et forensic (recherche de preuve digitale) en partenariat avec Bruno Delamotte, le fondateur de Risk&Co. Il s'agit notamment de créer un outil d'investigation interne souverain, face aux solutions américaines. En 2022, l'ADIT, constatant l'échec de ce projet, change de stratégie et s'associe avec Corexalys et Sopra-Steria pour traiter tous ses besoins cyber ou d'investigation numérique et légale.

### Europavia
Europavia est une société basée en Espagne, créée en 1965. Elle est principalement impliquée dans la maintenance technique de matériel aéronautique. En 2019, elle génère 60 millions d'euros de chiffre d'affaires. C'est une ancienne filiale d'Eurotradia, aujourd'hui filiale de l'ADIT, qui la rachète en 2020.

## Organisation et activités
L'ADIT est une entreprise organisée autour de sept pôles :
- Intelligence d'Affaires : investigations, intelligence stratégique et concurrentielle, fraude. Cette entité est dirigée par Jérôme Gougeon ;
- Ethique des Affaires : due diligence, conformité et audit. Ce département est dirigé par Emmanuel Pitron[68] ;
- Entreprises et Territoires : appui aux collectivités territoriales et aux PME régionales en matière d'intelligence d'affaires. Cette activité est supervisée par Michel Guillot[69] ;
- Diplomatie d'affaires : conseil stratégique, médiation et influence. Cette filiale est animée par Bruno Delaye[53] ;
- Sécurité des affaires : conseil en ingénierie de sûreté, accompagnement dans les zones à risques. Le général Didier Bolelli est resté à la tête de cette activité, héritée de Geos, malgré son rachat par l'ADIT[70] ;
- Déploiement international : appui opérationnel au développement des PME. Cette activité est logée dans Salveo, dont le président est Hervé Druart[71] ;
- Stratégie digitale : e-réputation et communication d'influence, activité héritée du rachat de Stratinfo, une société fondée et toujours dirigée par Ludovic François[72].

## Clients
En direct ou au travers de ses filiales, l'ADIT conseille un portefeuille de clients important, parmi lesquels la quasi-totalité du CAC 40 et les deux tiers du SBF 120. Parmi les clients notoires figurent ADP, le groupe Castel ou encore Safran, Orange et Zodiac Aerospace.
L'ADIT contractualise aussi avec le secteur public, comme avec l’établissement public de Paris La Défense et la région Île-de-France.
L'ADIT travaille également pour des entreprises étrangères, comme l'américain Philip Morris International, pour qui elle a animé un réseau d'influence digital. Sa filiale ESL Network a travaillé, jusqu'à son rachat par l'ADIT en 2020, pour la filiale française de Huawei(80). Elle a également travaillé pour Rosatom via ESL Network et a accompagné l'Etat russe à implanter son centre culturel à Paris, inauguré en 2016, mais aussi l'ivoirien Guillaume Soro.
En mars 2021, Mediapart révèle que les filiales de l'ADIT, ESL Network et Agence Publics, ont travaillé pour Abdel Hamid Dbeibah, l'une des plus grandes fortunes libyennes accusée de corruption par l'ONU, dans l'objectif de renforcer ses chances de diriger la Libye. ESL Network aurait sous-traité une partie des prestations attendues à UReputation, la société de conseil de Lotfi Bel Hadj, une entreprise identifiée par le laboratoire de recherche américain Digital Forensic Research lab (DFRLab) comme le principal acteur de la diffusion d'infox sur les élections en Afrique .

## Activités de lobbying
Le cabinet Rivington déclare à la Haute autorité pour la transparence de la vie publique exercer des activités de lobbying en France pour le compte de l'ADIT.

## Controverses

### Enquête de conformité et diffamation
En juillet 2018, Michel Cabirol, journaliste à La Tribune, rend compte d'une étude réalisée par l'ADIT contre Fincantieri, payée par Naval Group, mettant en cause l'industriel italien sur de nombreux marchés export, notamment en Inde, aux Émirats arabes unis et en Russie et sur ses liens avec la mafia napolitaine, la Camorra. Fincantieri porte plainte en diffamation contre le journaliste devant la 17e chambre du tribunal judiciaire de Paris.

### Relations sociales et commerciales
L'ADIT est poursuivie en octobre 2005 par un ancien prestataire qui souhaitait remettre en cause la nature de ses relations contractuelles avec la société. L'ADIT a été définitivement condamnée en octobre 2007 au versement de dommages et intérêts pour rupture abusive et d’indemnités de requalification et compensatrice de préavis.